# Prefektura Jamaguči

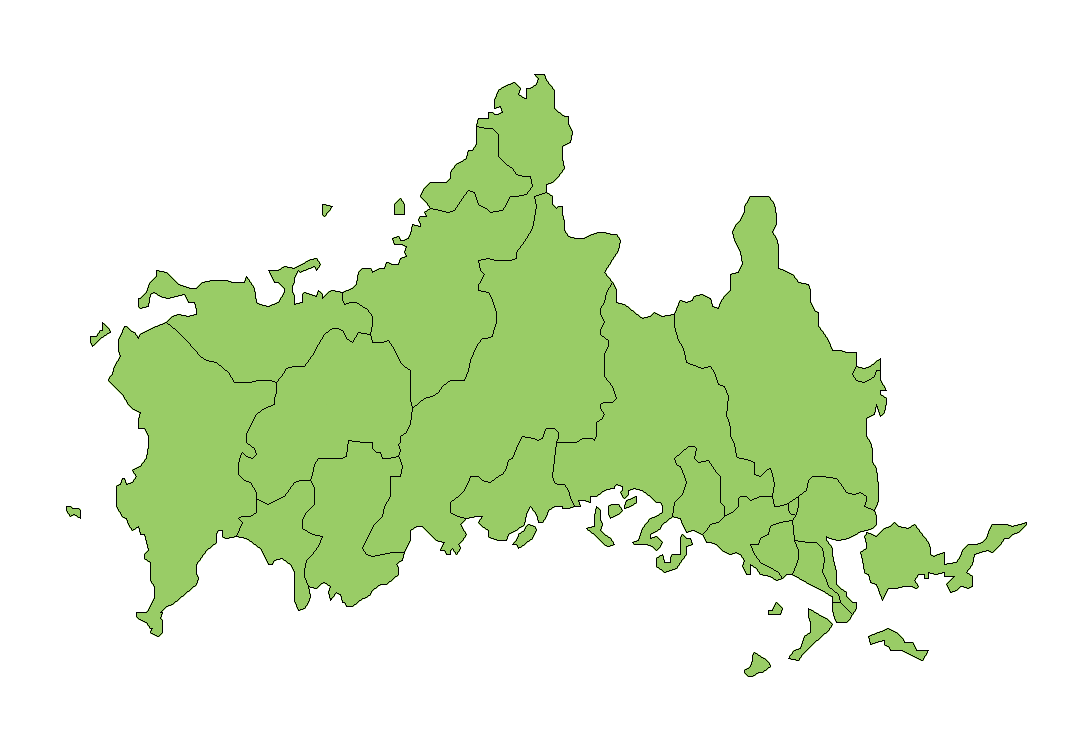
Mapa prefektury Jamaguči

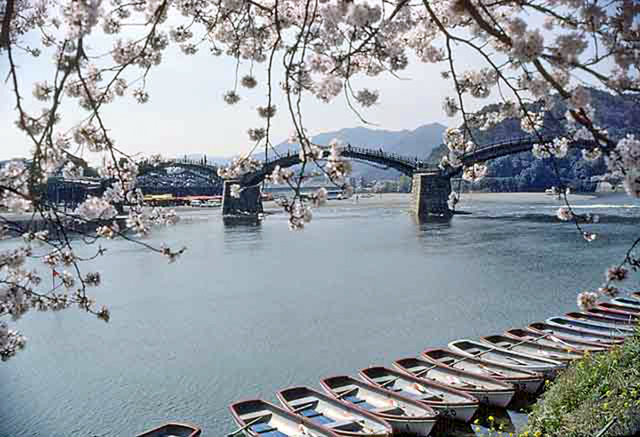
Most Kintai je symbolem západního Honšú

Vlajka prefektury

Prefektura Jamaguči (japonsky: 山口県, Jamaguči-ken) je jednou ze 47 prefektur Japonska. Nachází se v regionu Čúgoku na ostrově Honšú. Hlavním městem je Jamaguči ležící uprostřed prefektury. Největším městem je ale Šimonoseki (下関).
Prefektura má rozlohu 6 110,94 km² a k 1. říjnu 2005 měla 1 492 575 obyvatel.

## Historie
Na území prefektury Jamaguči se dříve nacházely provincie Nagato (長門) a Suó (周防). Během období Sengoku (戦国) zde vládl rod Móri (毛利氏).
Poté, co komodor Matthew Perry přinutil Japonsko otevřít se světu, sehrály klany z Nagata (také nazývaného Čóšú) klíčovou roli při svržení šógunátu Tokugawa a formování nové císařské vlády.

## Geografie

### Města
V prefektuře Jamaguči je 13 velkých měst (市, ši):
| - Hagi (萩) - Hikari (光) - Hófu (防府) - Iwakuni (岩国) - Jamaguči (山口, hlavní město) - Janai (柳井) - Kudamacu (下松) | - Mine (美祢) - Nagato (長門) - San'jó-Onoda (山陽小野田) - Šimonoseki (下関) - Šúnan (周南) - Ube (宇部) |

## Zajímavosti
Jednou z největších atrakcí prefektury je slavný most Kintai (錦帯橋 - [Kintaikjó]) ve městě Iwakuni (岩国). Tato dřevěná pětioblouková stavba je považována za symbol západního Honšú. Břehy řeky Nišiki (錦川) v blízkosti mostu jsou v Japonsku považovány za jedno z nejlepších míst pro hanami (花見, doslova „dívání se na květy“).